# 앨릭 볼드윈
앨릭 레이 볼드윈 3세(영어: Alec Rae Baldwin III, 1958년 4월 3일 ~ )은 미국의 배우이다.

## 사건 사고
2021년 10월 22일, 영화 러스트 촬영장에서 리허설 도중 실탄이 든 소품용 총을 공포탄이 장전된 권총(cold gun)으로 잘못 알고 조감독 데이브 홀이 건네주었고, 볼드윈이 권총집에서 빼내다 실수로 총탄이 발사되어 여성 촬영 감독 할리나 허친스가 가슴에 총상을 입고 뉴멕시코주 앨버커키에 있는 뉴멕시코 주립 대학교 병원에 헬리콥터로 이송되었으나 사망했으며 감독 조엘 소우자(Joel Souza)는 어깨에 중상을 입어 산타페의 병원에서 치료 중이다.

## 출연 작품

### 영화
- 2023년 - 97분 (97 Minutes) - 호킨스
- 2021년 - 보스 베이비 2 (The Boss Baby: Family Business) - 보스 베이비 테드
- 2020년 - 칙 파이트 (Chick Fight) - 잭 머피
- 2019년 - 아틱 저스티스: 썬더 스쿼드 - P.B.
- 2018년 - 미션임파서블: 폴아웃 (Mission: Impossible - Fallout) - 앨런 헌리
- 2017년 - 보스 베이비 (Boss Baby) - 주연데니스 듀프리
- 2015년 - 라이브 프롬 뉴욕! (Live From New York) - 본인
- 2015년 - 컨커션 (Concussion) - 주연
- 2015년 - 워렌 비티 프로젝트(가제) (Untitled Warren Beatty Project) - 조연
- 2015년 - 알로하 (Aloha) - 조연
- 2015년 - 미션 임파서블: 로그네이션 (Mission: Impossible - Rogue Nation) - 앨런 헌리
- 2015년 - 스틸 앨리스 (Still Alice) - 존 하울랜드
- 2014년 - 토렌트 5: 미션 유로베가스 (Torrente 5, Operaction Eurovegas, Torrente V: Mission Eurovegas) - 존 마샬
- 2014년 - 런어웨이 걸 (Hick) - 조연
- 2013년 - 사랑받고 내쳐진 (Seduced and Abandoned) - 주연
- 2013년 - 블루 재스민 (Blue Jasmine) - 할
- 2013년 - 로마 위드 러브 (To Rome with Love) - 존
- 2012년 - 가디언즈 (Rise of the Guardians) - 놀스
- 2012년 - 락 오브 에이지 (Rock of Ages) - 데니스 듀프리
- 2012년 - 맨 인 블랙 3 (Men in Black 3)
- 2007년 - 포비든 시티 (The Forbidden City / The Last Mandarin)
- 2006년 - 디파티드 - 엘러비 경감 역
- 2006년 - 30 록 (30 Rock) - 잭 도너히 역
- 2002년 - 세컨드 네이처 (Second Nature)
- 2001년 - 악마와 다니엘 웹스터 (The Devil And Daniel Webster)
- 2001년 - 진주만
- 2001년 - 캣츠 앤 독스 - 부치 목소리 역
- 2001년 - 파이널 판타지 - 그레이 역
- 2000년 - 스테이트 앤 메인 (State and Main) - 밥 배링거 역
- 1999년 - 알렉 볼드윈의 빅 샷 (Thick as Thieves) - 맥킨 역
- 1999년 - 컨페션 (The Confession ) - 로이 블리키 역
- 1996년 - 미시시피의 유령 (Ghosts Of Mississippi)
- 1996년 - 뉴욕 광시곡 (Looking for Richard) - 조지 공작 역
- 1995년 - 알렉 볼드윈의 욕망의 전차 (A Streetcar Named Desire)
- 1994년 - 겟 어웨이 (The Getaway) - 닥 맥코이 역
- 1993년 - 맬리스 (Malace) - 제드 힐 의사 역
- 1990년 - 마이애미 블루스 (Miami Blues) - 프레데릭 역
- 1990년 - 붉은 10월 - 잭 로니 역
- 1988년 - 결혼의 조건 (She's having a baby)
- 1988년 - 마피아의 아내 (Married to Mob) - 프랭크 데 마로 역
- 1985년 - 포위된 사랑 (Love On The Run)

### 드라마
- 2012년 ~ 2013년 - 30 록 시즌 7 (30 ROCK)